# Denominació d'Origen Cava
La Denominació d'Origen Cava protegeix els vins VEQPRD (vi escumós de qualitat produït en regió determinada) elaborats segons el mètode tradicional del cava del Penedès. Les varietat de raïm recomanades en el reglament són: macabeu, parellada i xarel·lo. A més, són autoritzades: subirat parent i chardonnay, com a varietats blanques; i garnatxa i monestrell com a negres. Per a l'elaboració de caves rosats es va incloure el 1998 la pinot noir i trepat.

## Regió del cava
Les primeres ampolles de cava es van començar a produir el 1872, gràcies als avenços tecnològics i en el camp de la microbiologia, que va permetre controlar la segona fermentació del raïm.
El 1972 es va constituir el primer Consell Regulador dels Vins Escumosos per regular la producció, l'elaboració i la denominació dels vins anomenats fins aleshores com a xampany. La nova regulació va arreplegar tots els cellers que en aquell moment elaboraven vins escumosos de qualitat, sense tenir en compte la distribució geogràfica i a pesar que el cava és un producte tradicional del Penedès.
El 1991 es va promulgar el nou reglament propi d'una Denominació d'Origen definint com a regió determinada una agrupació dispersa de municipis. El 2005, la regió del cava estava formada per 160 municipis, mentre que el febrer del 2006 hi havia inscrits 266 cellers distribuïts en només 82 municipis. La majoria es troben a l'Alt Penedès i les comarques limítrofes. Fora de Catalunya hi ha 13 municipis amb cellers que produeixen cava: 6 a la zona de La Rioja (Rioja, País Basc i Navarra), 3 a Aragó, 2 al País Valencià, 1 a Castella i Lleó i 1 a Extremadura.: 
- Aragó: 3 (Ainzón, Calataiud i Cariñena)
- Castella i Lleó: 1 (Aranda de Duero)
- Catalunya: 69
  - l'Alt Camp: 5 (Aiguamúrcia, Montferri, Nulles, Puigpelat i Vila-rodona)
  - l'Alt Empordà: 3 (Capmany, Garriguella i Mollet de Peralada)
  - l'Alt Penedès: 27. Són tots els municipis de la comarca (Avinyonet del Penedès, les Cabanyes, Castellet i la Gornal, Castellví de la Marca, Font-rubí, Gelida, la Granada, Mediona, Olèrdola, Olesa de Bonesvalls, Pacs del Penedès, el Pla del Penedès, Pontons, Puigdàlber, Sant Cugat Sesgarrigues, Sant Llorenç d'Hortons, Sant Martí Sarroca, Sant Pere de Riudebitlles, Sant Quintí de Mediona, Sant Sadurní d'Anoia, Santa Fe del Penedès, Santa Margarida i els Monjos, Subirats, Torrelavit, Torrelles de Foix, Vilafranca del Penedès i Vilobí del Penedès).
  - l'Anoia: 5 (Cabrera d'Igualada, Masquefa, Òdena, Piera i Vallbona d'Anoia)
  - el Bages: 1 (Artés)
  - el Baix Llobregat: 5 (Begues, Castellví de Rosanes, Cornellà de Llobregat, Martorell i Sant Esteve Sesrovires)
  - el Baix Penedès: 5 (l'Arboç, la Bisbal del Penedès, Llorenç del Penedès, Santa Oliva i el Vendrell)
  - la Conca de Barberà: 8 (Barberà de la Conca, l'Espluga de Francolí, Montblanc, Pira, Rocafort de Queralt, Sarral, Solivella i Vimbodí i Poblet)
  - el Garraf: 4 (Canyelles, Cubelles, Sant Pere de Ribes i Vilanova i la Geltrú)
  - el Maresme: 3 (Alella, el Masnou i Tiana)
  - la Selva: 1 (Blanes)
  - el Tarragonès: 1 (la Secuita)
- Extremadura: 1 (Almendralejo)
- Navarra: 2 (Mendavia i Viana)
- País Basc: 2 (Laguardia i Oyón)
- País Valencià: 2 (Requena i Torís)
- La Rioja: 2 (Grávalos i Haro)

Destaca especialment la concentració a l'Alt Penedès, on tots els municipis tenen cellers inscrits a la Denominació d'Origen, on es troba la seu del Consell Regulador a Vilafranca del Penedès i on es troba la capital històrica del cava a Sant Sadurní d'Anoia, que concentra 76 cellers amb el 75% de la producció total.

## Producció
La producció de cava del 2005 ha superat els 222 milions d'ampolles de 75 cl (més d'un milió i mig d'hectolitres). L'any 1999 es va arribar a la màxima producció a causa de la conjuntura del mercat internacional.
El cava dolç es va deixar de produir als anys 1970. El 1982 es va començar a produir cava brut nature. La producció segons els tipus de cava indica un augment progressiu del cava brut nature i una disminució del cava sec. Aquesta tendència cap als tipus de cava extra brut i brut nature és provocada pel mercat interior on, el 2005, representava el 25% del total de tipus, mentre que al mercat exterior només és un 1%.
Les exportacions van ser, el 2005, un 58% del total de producció. Els principals destinataris són: Alemanya, Regne Unit i Estats Units. És destacable l'exportació de més d'un milió i mig d'ampolles a França que és el primer productor mundial de vins escumosos, seguit per Espanya.